# 78-я танковая бригада
78-я танковая Невельская Краснознамённая бригада (78-я тбр) — формирование (соединение, танковая бригада) автобронетанковых (позднее бронетанковых и механизированных) войск РККА вооружённых сил СССР, во время Великой Отечественной войны.
Полное наименование, по окончании Великой Отечественной войны — 78-я отдельная танковая Невельская Краснознамённая бригада.

## История
Была сформирована в период с 17 января по 14 февраля 1942 года в Московском военном округе (МВО). По состоянию на 10 февраля 1942 года на вооружении состояли 32 танка, в том числе 10 единиц КВ-1, 22 единицы Т-34.
Сначала во Владимире Ивановской области, а 6 февраля 1942 года передислоцирована в Москву. Готовность бригады достигнута к 28 января 1942 года. Предназначалась для состава 14-го кавалерийского корпуса. 
20 февраля 1942 года после сформирования подчинена 4-й Ударной армии Калининского фронта. 
6 января 1943 года выведена из состава 4-й Ударной армии и подчинена 3-й Ударной армии Калининского фронта в городе Великие Луки.
Осенью 1943 года принимала участие в Невельской наступательной операции. За отличие в боях в ходе этой операции приказом Верховного главнокомандующего 7 сентября 1943 года бригаде за мужество и героизм личного состава было присвоено почётное наименование «Невельская».
4 апреля 1944 года переподчинена 10-й гвардейской армии 2-го Прибалтийского фронта. 
10 февраля 1945 года выведена из состава 10-й гвардейской армии и подчинена 42-й армии 2-го Прибалтийского фронта. 
14 февраля 1945 года переподчинена 1-й Ударной армии 2-го Прибалтийского фронта. 
1 марта 1945 года поступила в подчинение 22-й армии 2-го Прибалтийского фронта. 
27 марта 1945 года выведена в резерв Ленинградского фронта.
В составе действующей армии с 20 февраля 1942 по 9 мая 1945 годов.
К окончанию войны 78-я тбр имела следующий состав по штату № 010/500-010/506:
- управление (штаб)
- рота управления
- 1-й отдельный танковый батальон
- 2-й отдельный танковый батальон
- 3-й отдельный танковый батальон
- моторизованный батальон автоматчиков
- зенитно-пулемётная рота
- рота технического обеспечения

В связи с реформированием сухопутных войск 30 июня 1945 года 78-я танковая Невельская Краснознамённая бригада переформирована в 78-й танковый Невельский Краснознамённый полк (78-й тп) и включена в состав 12-й механизированной дивизии, которая была сформирована из 63-й кавалерийской Корсуньской Краснознамённой дивизии.
23 августа 1949 года на основе 78-й танкового Невельского Краснознамённого полка была сформирована 15-я танковая дивизия.
11 января 1965 года дивизия была переименована в 78-ю танковую Невельскую Краснознамённую дивизию.

## В составе
| Дата            | Фронт (округ)            | Армия                  | Корпус (группа) | Примечания |
| --------------- | ------------------------ | ---------------------- | --------------- | ---------- |
| 01.02.1942 года | Московский военный округ |                        |                 |            |
| 01.03.1942 года | Калининский фронт        | 4-я ударная армия      |                 |            |
| 01.04.1942 года | Калининский фронт        | 4-я ударная армия      |                 |            |
| 01.05.1942 года | Калининский фронт        | 4-я ударная армия      |                 |            |
| 01.06.1942 года | Калининский фронт        | 4-я ударная армия      |                 |            |
| 01.07.1942 года | Калининский фронт        | 4-я ударная армия      |                 |            |
| 01.08.1942 года | Калининский фронт        | 4-я ударная армия      |                 |            |
| 01.09.1942 года | Калининский фронт        | 4-я ударная армия      |                 |            |
| 01.10.1942 года | Калининский фронт        | 4-я ударная армия      |                 |            |
| 01.11.1942 года | Калининский фронт        | 4-я ударная армия      |                 |            |
| 01.12.1942 года | Калининский фронт        | 4-я ударная армия      |                 |            |
| 01.01.1943 года | Калининский фронт        | 4-я ударная армия      |                 |            |
| 01.02.1943 года | Калининский фронт        | 3-я ударная армия      |                 |            |
| 01.03.1943 года | Калининский фронт        | 3-я ударная армия      |                 |            |
| 01.04.1943 года | Калининский фронт        | 3-я ударная армия      |                 |            |
| 01.05.1943 года | Калининский фронт        | 3-я ударная армия      |                 |            |
| 01.06.1943 года | Калининский фронт        | 3-я ударная армия      |                 |            |
| 01.07.1943 года | Калининский фронт        | 3-я ударная армия      |                 |            |
| 01.08.1943 года | Калининский фронт        | 3-я ударная армия      |                 |            |
| 01.09.1943 года | Калининский фронт        | 3-я ударная армия      |                 |            |
| 01.10.1943 года | Калининский фронт        | 3-я ударная армия      |                 |            |
| 01.11.1943 года | 2-й Прибалтийский фронт  | 3-я ударная армия      |                 |            |
| 01.12.1943 года | 2-й Прибалтийский фронт  | 3-я ударная армия      |                 |            |
| 01.01.1944 года | 2-й Прибалтийский фронт  | 3-я ударная армия      |                 |            |
| 01.02.1944 года | 2-й Прибалтийский фронт  | 3-я ударная армия      |                 |            |
| 01.03.1944 года | 2-й Прибалтийский фронт  | 3-я ударная армия      |                 |            |
| 04.04.1944 года | 2-й Прибалтийский фронт  | 10-я гвардейская армия |                 |            |
| 01.05.1944 года | 2-й Прибалтийский фронт  | 10-я гвардейская армия |                 |            |
| 01.06.1944 года | 2-й Прибалтийский фронт  | 10-я гвардейская армия |                 |            |
| 01.07.1944 года | 2-й Прибалтийский фронт  | 10-я гвардейская армия |                 |            |
| 01.08.1944 года | 2-й Прибалтийский фронт  | 10-я гвардейская армия |                 |            |
| 01.09.1944 года | 2-й Прибалтийский фронт  | 10-я гвардейская армия |                 |            |
| 01.10.1944 года | 2-й Прибалтийский фронт  | 10-я гвардейская армия |                 |            |
| 01.11.1944 года | 2-й Прибалтийский фронт  | 10-я гвардейская армия |                 |            |
| 01.12.1944 года | 2-й Прибалтийский фронт  | 10-я гвардейская армия |                 |            |
| 01.01.1945 года | 2-й Прибалтийский фронт  | 10-я гвардейская армия |                 |            |
| 10.02.1945 года | 2-й Прибалтийский фронт  | 42-я армия             |                 |            |
| 14.02.1945 года | 2-й Прибалтийский фронт  | 1-я ударная армия      |                 |            |
| 01.03.1945 года | 2-й Прибалтийский фронт  | 22-я армия             |                 |            |
| 27.03.1945 года | Ленинградский фронт      | 67-я армия             |                 |            |

## Командование
- 07.01.1942 — 03.03.1942 — Локотков, Алексей Дмитриевич, майор, с 20.02.1942 — подполковник
- 03.03.1942 — 30.04.1943 — Чигин Леонид Сергеевич, подполковник, с 22.02.1943 — полковник
- 01.05.1943 — 21.08.1944 — Кочергин Яков Григорьевич, полковник
- 23.08.1944 — 04.11.1944 — Гришин Николай Степанович, полковник
- 13.11.1944 — 25.02.1945 — Бородавкин Василий Константинович, полковник
- 25.02.1945 — 29.04.1945 — Кирдяшев Василий Фирсович, подполковник, с 10.04.1945 — полковник
- 29.04.1945 — 10.06.1945 — Лебедев Николай Михайлович, полковник[2]

## Знаки отличия
| Знак отличия                       | Дата                 | За что получено |
| ---------------------------------- | -------------------- | --- |
| Почётное наименование «Невельская» | 7 сентября 1943 года | За отличие в боях в Невельской наступательной операции и освобождение города Невель                                                       |
| Орден Красного Знамени             | 11 марта 1944 года   | За образцовое выполнение боевых заданий командования на фронте борьбы с немецкими захватчиками и проявленные при этом доблесть и мужество |